# Hermandad de la O (Sevilla)

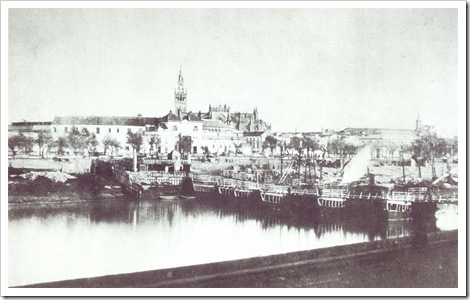
La Hermandad de la O, fue la primera hermandad de Triana en cruzar el Puente de Barcas, actual Puente de Isabel II, rumbo a la Santa Iglesia Catedral de Sevilla.

La Hermandad de la O es una cofradía de Sevilla que procesiona en su Semana Santa la tarde del Viernes Santo, tiene su sede en la iglesia de Nuestra Señora de la O.
El nombre completo de la corporación es: Pontificia, Real e Ilustre Archicofradía del Santísimo Sacramento, Nuestro Padre Jesús Nazareno y María Santísima de la O Coronada.

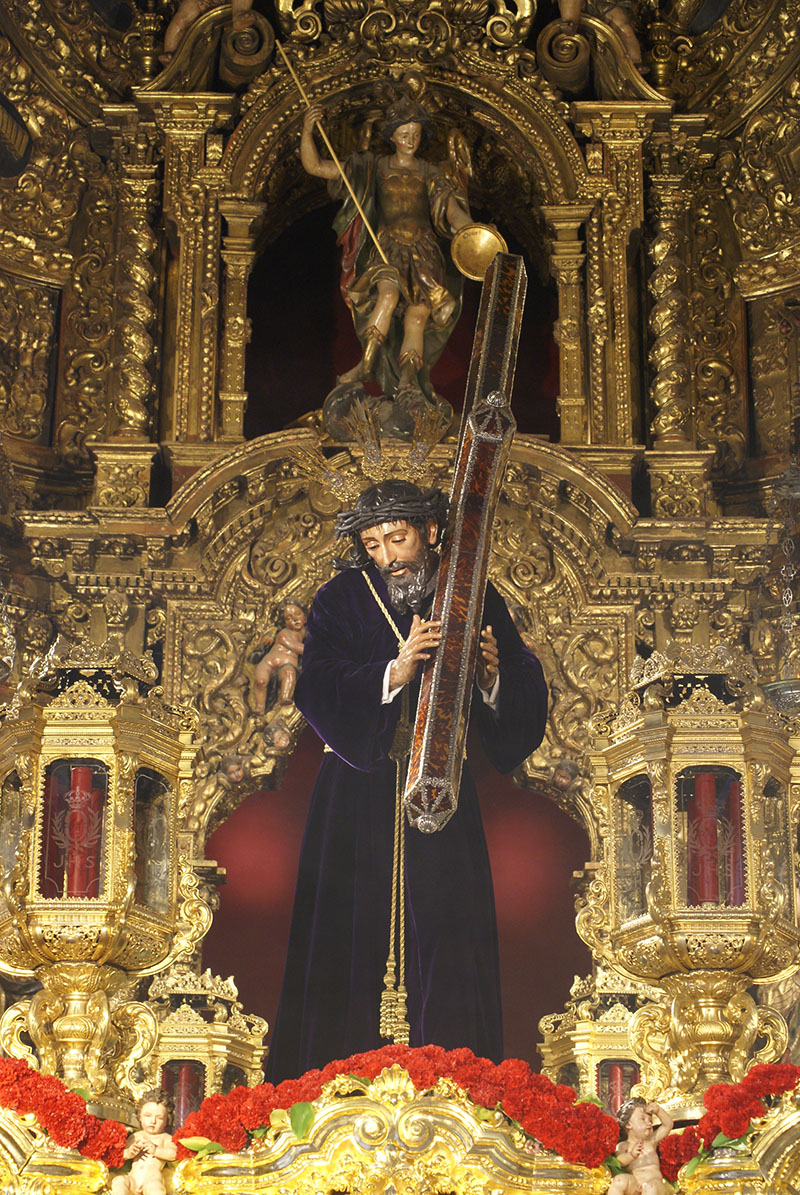
Nuestro Padre Jesús Nazareno

## Historia
En el siglo XVI existía un hospital en la calle Castilla del barrio de Triana, bajo el nombre de las Santas Brígida, Justa y Rufina. En él, la Hermandad de Gloria de Nuestra Señora de la O y Santa Brígida atendía el culto. Posteriormente, esta hermandad pasaría a ser hermandad de penitencia, aprobando sus primeras reglas en 1566. Hacía estación en la parroquia de Santa Ana la tarde del Jueves Santo (aunque cambiaría el día varias veces) y sacaba en procesión un Resucitado la mañana del Domingo de Resurrección.
En 1702 se construye un nuevo templo, en estilo barroco sevillano, encima de la iglesia del hospital.
En la madrugada del Viernes Santo, 9 de abril, de 1830 hizo su estación penitencial hasta la Catedral de Sevilla, siendo la primera hermandad de Triana que cruzó el río Guadalquivir, usando para ello el antiguo Puente de Barcas.
Desde 1618 ayudó a la parroquia de Santa Ana, y desde 1628, comienza a ejercer como parroquia. Por ello, a comienzos del siglo XX se constituye una segunda parroquia en Triana en el templo de la O.
La hermandad es la única que, encontrándose en un templo propio, ha constituido posteriormente una parroquia, lo que ocurrió en 1909. Lo habitual ha sido que las hermandades pongan su sede en una parroquia y luego consigan un templo propio.
También sacaba en procesión un Resucitado en la mañana del Domingo de Resurrección. En el año 2007 la Virgen fue coronada canónicamente por el cardenal Carlos Amigo en la Plaza del Altozano, acto precedido de un triduo en la parroquia de Santa Ana del barrio. Posteriormente la Virgen realizó una Procesión Extraordinaria por Triana.
En 2016 se conmemoria el 450 aniversario fundacional, con actos, cultos extraordinarios, entre los cuales tuvo lugar la procesión en el Corpus de Triana de la titular letífica, la O Gloriosa y que culminaron con una solemne función conmemorativa y una salida procesional extraordinaria de la Virgen de la O Coronada, haciendo el recorrido que realizaba anteriormente a cruzar el Puente de Barcas, en su Estación de Penitencia a la Real Parroquia de Santa Ana.

## Jesús Nazareno

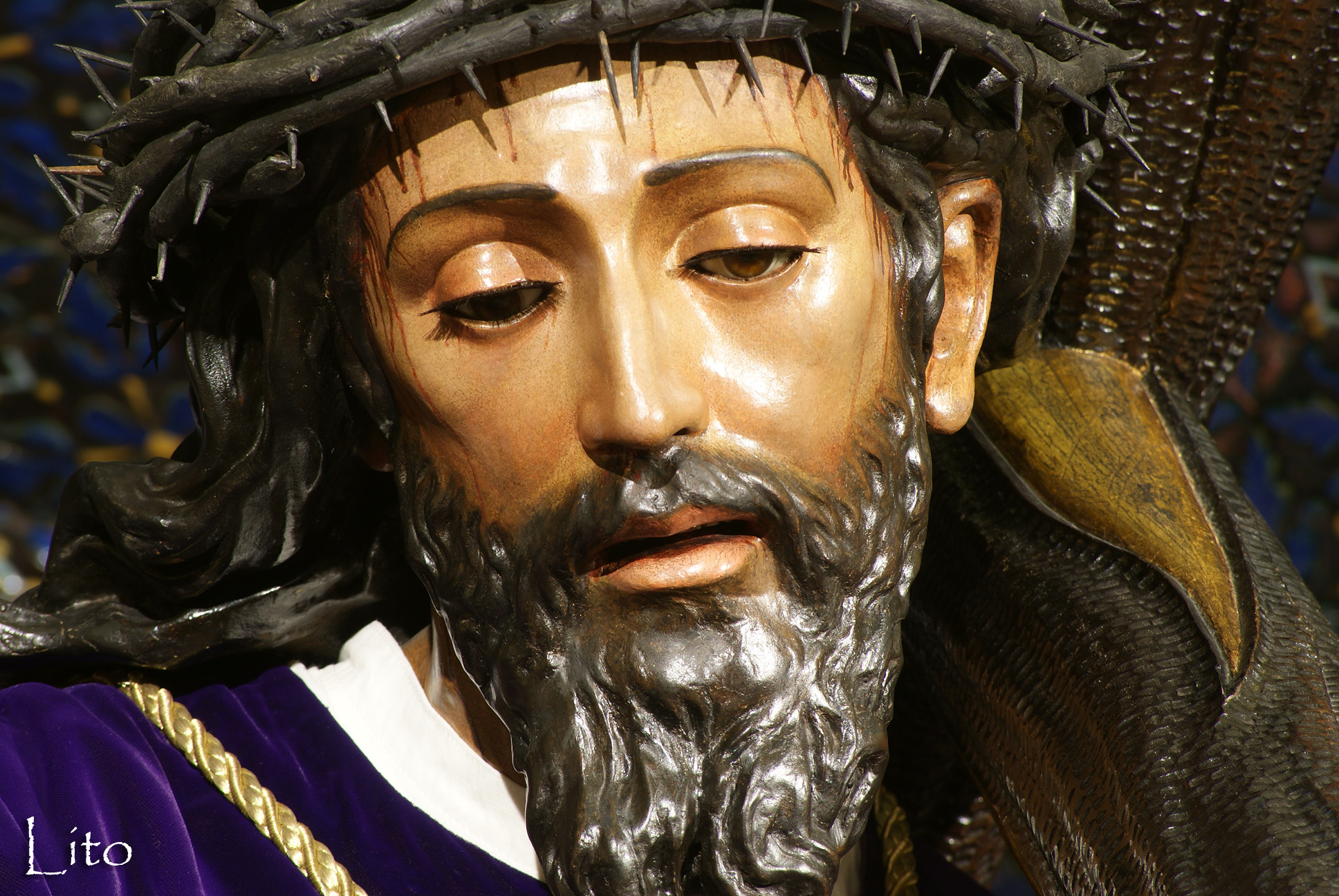
Nuestro Padre Jesús Nazareno

La imagen de Jesús fue tallada por Pedro Roldán en 1685.
En los acontecimientos de la Guerra Civil un grupo de exaltados rompió la talla de Jesús, aunque Antonio Castillo Lastrucci pudo recomponerla en 1937. Fue restaurada en el año 1993.
La cruz de carey y plata que porta Jesús Nazareno fue realizada en el siglo XVIII. Existe una leyenda que dice que dicha cruz fue realizada por un marinero que, tras haber sobrevivido de un naufragio, pudo recopilar conchas de tortuga para hacerla y que la entregó para el Cristo como agradecimiento. No obstante, la historia parece ser apócrifa ya que consta cuántas pesetas costó el carey y la realización.
El paso de misterio fue tallado por José Martínez de 1979, de estilo neobarroco, dorado y alumbrado por cuatro faroles de metal dorado. Tiene tallas de evangelistas de Rafael Barbero, restauradas por el escultor sevillano David Segarra en 2012. Entre el año 2013 y 2015  David Segarra realizó ocho nuevos relieves y cuatro cabezas de ángeles querubines. Jesús lleva potencias de plata dorada, hechas en 1994.
En la fachada de la torre de la parroquia existe un azulejo de Jesús titular de la hermandad, fechado en 1760, el más antiguo de Sevilla dedicado a una imagen procesional.

## María Santísima de la O

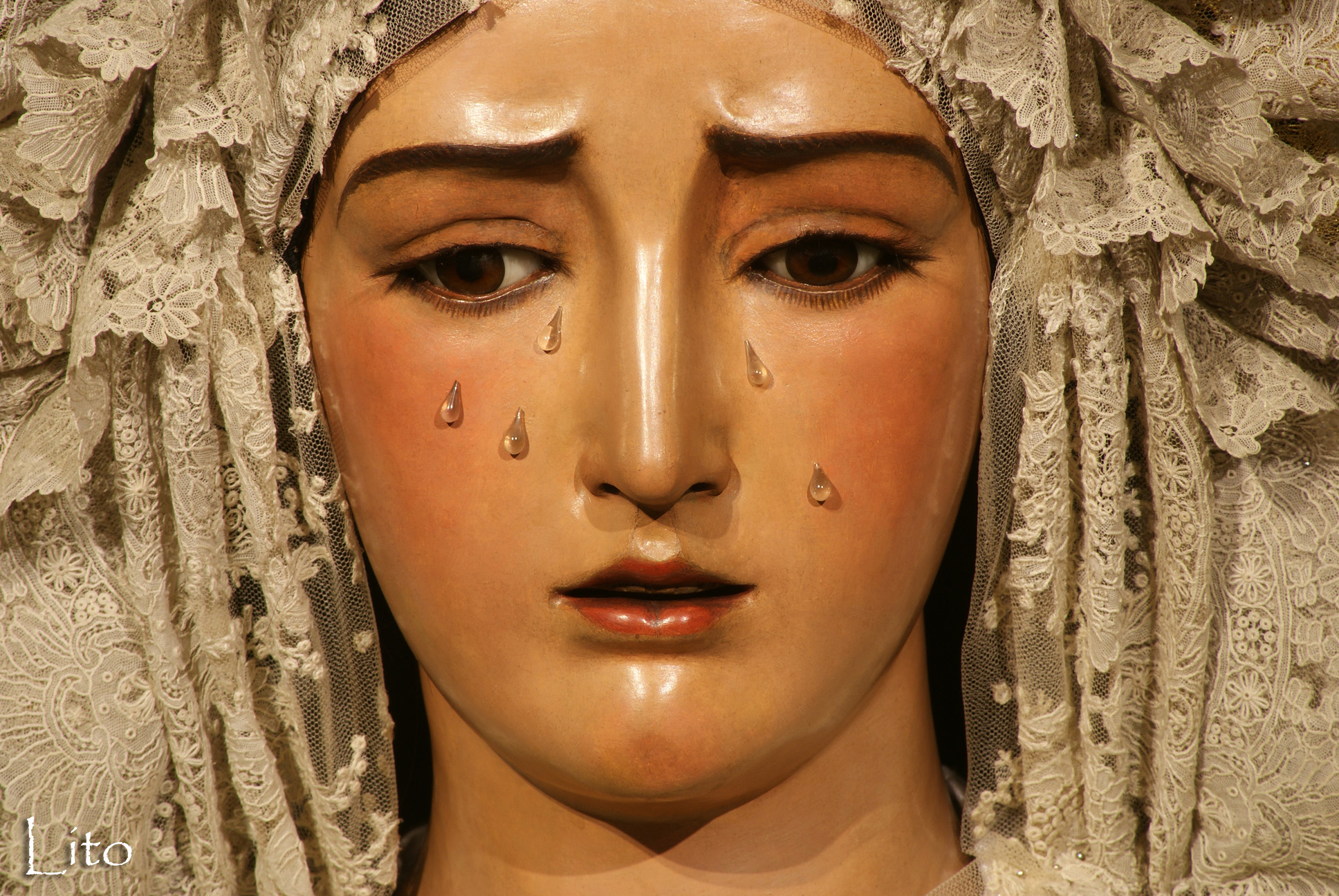
María Santísima de la O

La imagen de la Virgen fue realizada por Castillo Lastrucci en 1937, sustituyendo a la anterior, que fue destruida en los sucesos acaecidos durante la Guerra Civil.
El paso de palio de María Santísima de la O tiene orfebrería plateada. La Virgen posee dos coronas de plata sobredorada, realizadas en 1936 y 1975. 
A consecuencia de su Coronación Canónica, el año 2007, posee corona de oro de ley. El palio es rojo burdeos con bambalinas y techo bordados en oro a realce y manto de terciopelo rojo burdeos con bordado en oro a realce, realizado por Guillermo Carrasquilla, discípulo de Rodríguez Ojeda.
La imagen de la Virgen fue coronada canónicamente el 2 de junio de 2007 en la trianera Plaza del Altozano.
La festividad de la advocación de la Virgen de la O, genuinamente española, es la misma que la de la Virgen de la Esperanza, o Expectación del Parto, cuya fiesta se celebra el 18 de diciembre.

## Marchas dedicadas
- Virgen de la O (José Gardey Cuevas / Luis Rivas Gómez / Pedro Gámez Laserna, 1961)
- Nazareno de la O (Pedro Pacheco y Eusebio Álvarez-Ossorio, 1986)
- María Santísima de la O (Abel Moreno Gómez, 1989)
- Cruz de Carey (Manuel Esteban Marín, 1996)
- Santa María de la O (Pedro Morales Muñoz, 1997)
- A la voz de mi capataz (Manuel Rodríguez Pedrinazzi, 2002)
- La O (Francisco Japón, 2002)
- Callejuela de la O (Francisco Joaquín Pérez Garrido “Paco Lola”, 2003)
- O de Triana (Francisco José Gómez Calado, 2003)
- Virgen de la O "Coronación" (Manuel Marvizón Carvallo, 2007)
- Santísimo Sacramento (Francisco Pizarro, 2009)
- Pasa la Virgen por el Altozano (Jacinto Manuel Rojas Guisado, 2009)
- Melodías de la O (Juan Manuel Fernández, 2009)
- Nazareno de la O (Francisco José Carrasco Benítez, 2009)
- Coplas de carey (Juan Manuel Fernández y Valiente Carranza, 2011)
- O de Esperanza (Francisco Javier Barbero, 2011)
- Y en Triana La O (Jesús J. Espinosa de los Monteros, 2012)
- Reina de la O (Antonio David Rodríguez Gómez, 2013)
- Patre Nostro (Francisco Japón, 2016)

## Túnicas
De raso, morado, de cola, y antifaz del mismo color, con cíngulo morado y amarillo.

## Paso por la carrera oficial
| Predecesor: El Cachorro | Orden de entrada en carrera oficial (Viernes Santo) 4.º lugar | Sucesor: San Isidoro |